# Stenorhopalus nigriceps
Stenorhopalus nigriceps là một loài bọ cánh cứng trong họ Cerambycidae.